# 范氏玉陳
恭慈皇太后（越南语：／，？—1425年4月12日（明洪熙元年三月二十四）），名范氏玉陳（越南语：／），越南後黎朝皇太后（追封）。黎太祖側室、黎太宗之母。
范氏玉陳是清化路雷陽縣群來鄉（今清化省壽春縣）人，後來嫁給黎利，追隨他抵抗明朝的統治。到1423年為他生下兒子黎元龍（黎太宗）。
1425年她去世，黎太宗即位後，追尊母親范氏玉陳為恭慈國太母（越南语：／）。1434年再尊為恭慈光穆皇太后（越南语：／）。